# Макналти, Мэттью
Мэ́ттью Макна́лти (англ. Matthew McNulty; 14 декабря 1982, Манчестер) — английский актёр.

## Биография
Майкл Энтони Макналти (англ. Michael Anthony McNulty) родился 14 декабря 1982 года в Манчестере, Англия. Его отец был военным, поэтому в детстве Мэттью жил в Германии. Учился в театральной школе Лэйн Джонсон. Там же он стал играть на сцене в студенческих постановках, где одной из ролей стала роль Дэнни Шэпиро в спектакле «Сексуальная порочность в Чикаго».
Макналти обучался в театральном училище имени Лейна Джонсона. Для того, чтобы присоединиться к союзу актёров и зарегистрироваться как актёр, он сменил своё актёрское имя на Мэттью Макналти, так как в ассоциации актёров уже был член с таким именем и фамилией, как у него. Картина «В поисках Эрика» (2009) была номинирована на Золотую пальмовую ветвь на Каннском кинофестивале 2009 года.

### Личная жизнь
С женой Кэти у него есть два сына.

## Фильмография
1. Ферма Эммердейл (сериал) (1992 — …)
2. Безмолвный свидетель (сериал) (1996)
3. Холби Сити (сериал) (1999 — …)
4. Врачи (сериал) (2000)
5. Ангел из будущего (ТВ) (2002)
6. Победить Иисуса (ТВ) (2002)
7. Sweet Medicine (сериал) (2003)
8. Бесстыдники (сериал) (2004)
9. Outlaws (сериал) (2004)
10. Любовь + Ненависть (2005)
11. Не вижу зла: Болотные убийства (ТВ) (2006)
12. Пять дней (сериал) (2007)
13. Печать Каина (2007)
14. Single-Handed (сериал) (2007)
15. Контроль (2007)
16. Правда, расплата, поцелуй (сериал) (2007)
17. Kis Vuk (2008)
18. Отголоски прошлого (2008)[2][3]
19. The Shooting of Thomas Hurndall (ТВ) (2008)
20. Honest (сериал) (2008)
21. Чуть свет — в Кэндлфорд (сериал) (2008)
22. Непрощенная (сериал) (2009)
23. В поисках Эрика (2009)
24. Посланники 2 (видео) (2009)
25. Крэнфорд (мини-сериал) (2009)
26. Отбросы (сериал) (2011 — 2013)
27. Закон Гарроу (сериал) (2009)
28. Закон и порядок: Лондон (сериал) (2009)
29. Арбор (2010)
30. Тост (2010)
31. Шелк (сериал) (2010)
32. Room at the Top (сериал) (2012)
33. Союз (2012)
34. Дамское счастье (телесериал) (2012)
35. Синдикат (сериал) (2012)
36. Спайк Айленд (2012)
37. A Northern Soul (2013)
38. Праксей – эпизод сериала Доктор Кто  (2020)